# ليونيل براون
ليونيل براون (بالإنجليزية: Lionel Brown)‏ (17 سبتمبر 1987 ميرامار الولايات المتحدة - ) هو لاعب كرة قدم أمريكي يلعب كحارس مرمى.

## روابط خارجية
- ليونيل براون على موقع قاعدة بيانات كرة القدم.إي يو (الإنجليزية)
- ليونيل براون على موقع ناشيونال فوتبول تيمز (الإنجليزية)
- ليونيل براون على موقع Soccerway.com (الإنجليزية)